# Szolgabíró
A szolgabíró (latinul iudex nobilium [néha röviden iudlium] ~ a nemesek bírája; németül Stuhlrichter) a nemesi és polgári vármegyerendszer tisztviselője, aki igazságszolgáltatási és közigazgatási feladatokat látott el, eleinte a nemesség, később a jobbágyság és a polgárság számára is. A kialakuló járások vezető tisztségviselője volt. Később a 19. század második felétől a szolgabírói tisztséget általánosan főszolgabírónak nevezték (latinul Supremus Iudex nobilium; németül Oberstuhlrichter). Ekkortól a korábbi alszolgabírói (viceszolgabírói) tisztséget kezdték szolgabírónak nevezni.

## A tisztség története

### A szolgabírák a középkorban

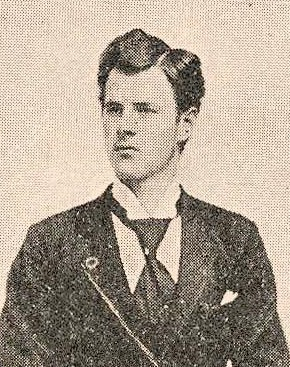
Hidasnémeti Ferdinandy Gyula (1873–1960), Abaúj-Torna vármegye szolgabírája, politikus, jogász, igazságügyminiszter, később pedig belügyminiszter

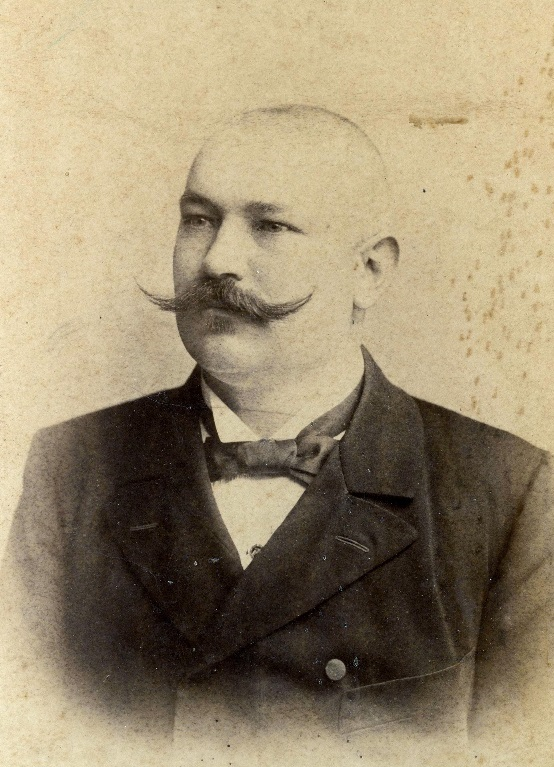
Nemesvitai Viosz Ferenc (1861–1918) jogász, a nagykanizsai járás főszolgabírája

A királyi vármegye nemesi vármegyévé való 13. századi átalakulásával kapcsolatban megjelent tisztség. II. András 1232-ben kiadott kehidai oklevele említi először mint a nemessé alakuló királyi szerviens peres ügyeinek intézőjét, akit a szerviensek maguk közül választottak. Vármegyénként általában négy szolgabírót választottak egyévi időtartamra, igazságszolgáltatási és közigazgatási feladatok elvégzésére. Részt kellett venniük a megyei törvényszékeken, a peres ügyekkel kapcsolatban az idézés, kihallgatás, végrehajtás volt a feladatuk. A közigazgatásban ők intézték a birtokba iktatást, határjárást, adóösszeírást, -kivetést, -beszedést. Ők írták össze a nemeseket nemesi felkelések esetére.
A 15. században a törvények (1435: 2. tc., 1486: 9. tc.) szerint a legtekintélyesebb középbirtokosok közül kellett választani őket, és bírság kötelezte a megválasztottakat a sokszor igen terhes feladat ellátására, amit a befolyó bírságokból őket illető rész ellentételezett. Az örökös jobbágyság korában a jobbágyügyekbe is belefolytak, részt vettek az úriszékekben, és ők szerezték vissza az engedély nélkül elköltözött jobbágyokat.
A 16. századtól kezdve jelentek meg a nagyobb megyékben a járások, amelyek kialakulása nagyjából a 18. században fejeződött be. Ekkor minden járásban egy főszolgabírót vagy szolgabíró és néhány alszolgabírót választottak, akik a járást kisebb részekre osztó egy-egy kerületben látták el a szolgabírói feladatokat úgy, hogy a főszolgabírónak is volt egy saját kerülete.

### A szolgabírák a modern korban
A 20. században a járási főszolgabírót a vármegyegyűlésen választották meg. A főszolgabíró egy város (azaz a járás székhelye) és a hozzá tartozó kisebb települések élén állt, és ezek közigazgatásával és igazságszolgáltatásával foglalkozott. A főszolgabíró helyettesítésére, segédként állt a szolgabíró, akit nem választottak meg, hanem a vármegye főispánja kinevezte őt, és sűrűn áthelyezte egy járásról a másikra szükség esetén. Az alszolgabírói tisztség ekkor már nem létezett. A főszolgabírót gyakran több egymást követő időszakra is megválasztották, és ha helyesen, tisztességesen, igazságosan vezette a járását, akár évtizedekig lehetett annak első embere. Gyakori jelenség volt, hogy friss diplomás jogászok nyertek el szolgabírói állást, néhány többéves tapasztalat után pedig már főszolgabírói állásra is pályáztak. Az 1848-ban kezdődött polgárosodás előtt, ahogy a vármegye többi tisztségére is, a szolgabírói, főszolgabírói stb. állásra kizárólag a nemesek pályázhattak, hiszen ez egyik kiváltságuk volt. A polgárosodás kezdetétől a tisztviselők többsége szintén nemesi családok sarja volt, azonban egyre gyakrabban választottak szolgabírói tisztségre polgári származású személyeket.
Feladataik közé tartozott az is, hogy közöljék a községekkel a Helytartótanács és a vármegye rendeleteit, illetve felügyeljék a végrehajtást. Saját karhatalommal rendelkeztek. Erős beleszólásuk volt a községi ügyekbe. A tisztség elnevezése a közigazgatás második világháború utáni átszervezésekor járási főjegyzőre változott, a tanácsrendszer 1950-es létrehozásával pedig teljesen megszűnt.